# Jysk-Fyenske Jernbaner
Jysk-Fyenske Jernbaner (JFJ) war eine dänische Eisenbahngesellschaft, die vom Staat 1867 gegründet wurde. Die Gesellschaft war für den Bahnbetrieb auf Jütland und auf der Insel Fünen verantwortlich.

## Geschichte
Während auf Seeland in der Anfangszeit der Eisenbahn die Strecken als Privatbahnen angelegt und betrieben wurden, war in Jütland und auf Fünen der dänische Staat für den Bau der Strecken verantwortlich. Der Staat übertrug diese Aufgabe an das englische Konsortium Peto, Brassey and Betts. Die entsprechenden Bahnstrecken wurden im Rahmen des Eisenbahngesetzes vom 10. März 1861 beschlossen. Die Konzessionen für die Strecken wurden am 18. März desselben Jahres erteilt. Für den Betrieb der Strecken wurde die private Gesellschaft Det Danske Jernbanedriftsselskab gegründet.
Die Gesellschaft hatte große finanzielle Probleme, den Betrieb aufrechtzuerhalten. Nach nur fünf Jahren, am 11. März 1866, ging die Det Danske Jernbanedriftsselskab  in die Insolvenz, nachdem Mitglieder des Konsortiums während einer Wirtschaftskrise in England in finanzielle Probleme geraten waren. Die dänische Regierung versuchte, die Gesellschaft durch eine Übernahme durch die Det Sjællandske Jernbaneselskab zu erhalten, aber dies scheiterte. Um die Gesellschaft zu erhalten, übernahm sie der Staat selbst.
Durch das Eisenbahngesetz vom 14. März 1867 und die Ergänzungen durch das Eisenbahngesetz vom 26. November 1868, das Eisenbahngesetz vom 9. Dezember 1871 und das Eisenbahngesetz vom 20. März 1876 blieb der Staat für den Betrieb der De Jysk–Fynske Jernbaner (JFJ) zuständig. Bei der Übernahme der Det Danske Jernbanedriftsselskab am 1. September 1867 waren folgende Strecken fertiggestellt: Nyborg–Odense–Middelfart–Strib, Fredericia–Vamdrup–Farris, Århus–Langå–Randers und Langå–Struer–Holstebro.

## De Danske Statsbaner i Jylland-Fyn
Der Gesellschaftsname wurde 1874 in De Danske Statsbaner i Jylland-Fyn oder kurz De Jysk-Fynske Statsbaner geändert, nachdem der dänische Staat endgültig beschlossen hatte, dass das Unternehmen in staatlicher Hand bleiben sollte. Die Ausbaumaßnahmen des Schienennetzes wurden unter der staatlichen Gesellschaft fortgesetzt. 1880 erfolgte die Übernahme der Det Sjællandske Jernbaneselskab in Staatseigentum. Diese und JFJ blieben unter staatlicher Regie mit eigenen Organisationen selbstständig, bis sie 1885 zu Danske Statsbaner (DSB) verschmolzen wurden.

## Strecken der„De Jysk–Fynske Jernbaner“und der„Det Danske Jernbanedriftselskab“1862–1880
| Einweihung         | Strecke                    |
| ------------------ | -------------------------- |
| 4. September 1862  | Århus–Langå–Randers        |
| 21. Juli 1863      | Langå–Viborg               |
| 8. September 1865  | Nyborg–Middelfart          |
| 17. Oktober 1865   | Viborg–Skive               |
| 17. November 1865  | Skive–Struer               |
| 1. November 1866   | Middelfart–Strib           |
|                    | Struer–Holstebro           |
|                    | Vamdrup–Fredericia         |
| 4. Oktober 1868    | Fredericia–Århus           |
| 19. September 1869 | Randers–Aalborg            |
| 2. Mai 1871        | Skanderborg–Silkeborg      |
| 16. August 1871    | Nørre Sundby–Frederikshavn |
| 30. Oktober 1874   | Lunderskov–Varde           |
| 31. März 1875      | Holstebro–Ringkøbing       |
| 1. Mai 1875        | Bramminge–Ribe             |
| 8. August 1875     | Ringkøbing–Varde           |
| 7. Januar 1879     | Limfjordsbroen             |

Dazu gehört ferner die Bahnstrecke Silkeborg–Herning, die am 28. August 1877 eingeweiht wurde. Erbaut wurde diese Strecke von der Herning–Silkeborg Jernbane, die am 1. November 1879 von De Jysk Fynske Jernbaner übernommen wurde.

## Dampflokomotiven der JFJ
Die Gesellschaft beschaffte für ihren Geschäftsbereich eigene Lokomotiven. Beim Zusammenschluss der Jysk-Fyenske Jernbaner und Det Danske Jernbanedriftselskab am 1. September 1867 kamen die Lokomotiven zu den neu gegründeten Danske Statsbaner. Die Zusammenlegung der Maschinenabteilungen in den Landesteilen erfolgte erst 1892, so dass die DSB-Baureihenbezeichnungen ab 1893 gültig waren.
| Baureihe   | Nummer                  | Inbetriebnahme | Ausmusterung | Baureihe bei DSB                      | erhaltene Lokomotiven          | Bemerkungen |
| ---------- | ----------------------- | -------------- | ------------ | ------------------------------------- | ------------------------------ | --- |
| JFJ A (I)  | 1–20                    | 1862–1866      | 1883–1888    | –                                     |                                | |
| JFJ A (II) | 129–159                 | 1882–1888      | 1932–1956    | DSB A 129–159                         | A 159: Danmarks Jernbanemuseum | |
| JFJ B      | 21–26, 45–49            | 1868–1869      | 1907–1932    | DSB B (I) 21–26, 45–49                | B 45: Danmarks Jernbanemuseum  | |
| JFJ C      | 65–68                   | 1874           | 1896–1897    | DSB C (I) 65–68                       |                                | |
| JFJ D      | 92–96                   | 1876           | 1903–1926    | DSB DJ 92–96                          |                                | |
| JFJ E      | 27–36, 43–44            | 1868–1869      | 1915–1932    | DSB E (I) 27–36, 43–44 ab 1912: 27–38 |                                | |
| JFJ F      | 61–64                   | 1873           | 1935–1939    | DSB F (I) 61–64                       |                                | |
| JFJ G (I)  | 77–81                   | 1875           | 1932         | DSB G (I) 77–81                       | G 78: Danmarks Jernbanemuseum  | |
| JFJ G (II) | 106–109                 | 1878           | 1932–1936    | DSB G (I) 106–109                     |                                | |
| JFJ H      | 37–42                   | 1868           | 1903–1914    | DSB H (I) 37–42                       | H 40: Danmarks Jernbanemuseum  | H 40–41 an Vejle–Vandel–Grindsted Jernbane verkauft |
| JFJ J      | 50–58                   | 1871           | 1905–1915    | DSB J (I) 50–58                       |                                | |
| JFJ K      | 69–76                   | 1874           | 1924–1934    | DSB KJ 69–76                          |                                | |
| JFJ L      | 84–91, 103–105, 110–119 | 1875–1877      | 1900–1931    | DSB L 84–91, 110–119                  |                                | 103–105 von Silkeborg–Herning Banen übernommen, ab 1882 JFJ 117–119 |
| JFJ M      | 59–60, 82–83            | 1874–1875      | 1923–1935    | DSB M 59–60, 82–83                    |                                | |
| JFJ N      | 97–102                  | 1877           | 1910–1931    | DSB N (I) 97–102                      |                                | |
| JFJ O      | L 1–L 4                 | 1869–1872      | 1884–1886    | –                                     | L 2: Danmarks Jernbanemuseum   | |
| JFJ P      | 103–105, 120–128        | 1882–1883      | 1904–1906    | DSB P (I) 103–105, 120–128            | P 125: Danmarks Jernbanemuseum | P 103–105, 120 an Thisted–Fjerritslev Jernbane verkauft, P 121, 127, 128 an Hads-Ning Herreders Jernbane verkauft, P 122, 125 an KSB verkauft, P 123 an Randers–Hadsund Jernbane verkauft, P 124, 126 an Helsingør–Hornbæk–Gilleleje Banen verkauft |

## Verwaltung
Der Staat setzte einen Betriebsleiter ein, der 1869 Direktor wurde, der dem Innenministerium unterstand. Im Laufe des Bestehens der Gesellschaft waren drei Betriebsleiter tätig:
- (1862–1866) John S. Louth, Oberbetriebsleiter
- (1866–1867) F.H. Trevithick, Oberbetriebsleiter
- (1867–1885) Niels Henrik Holst, Betriebsleiter, ab 1869 Direktor und anschließend Generaldirektor der DSB